# Zkapalněný zemní plyn

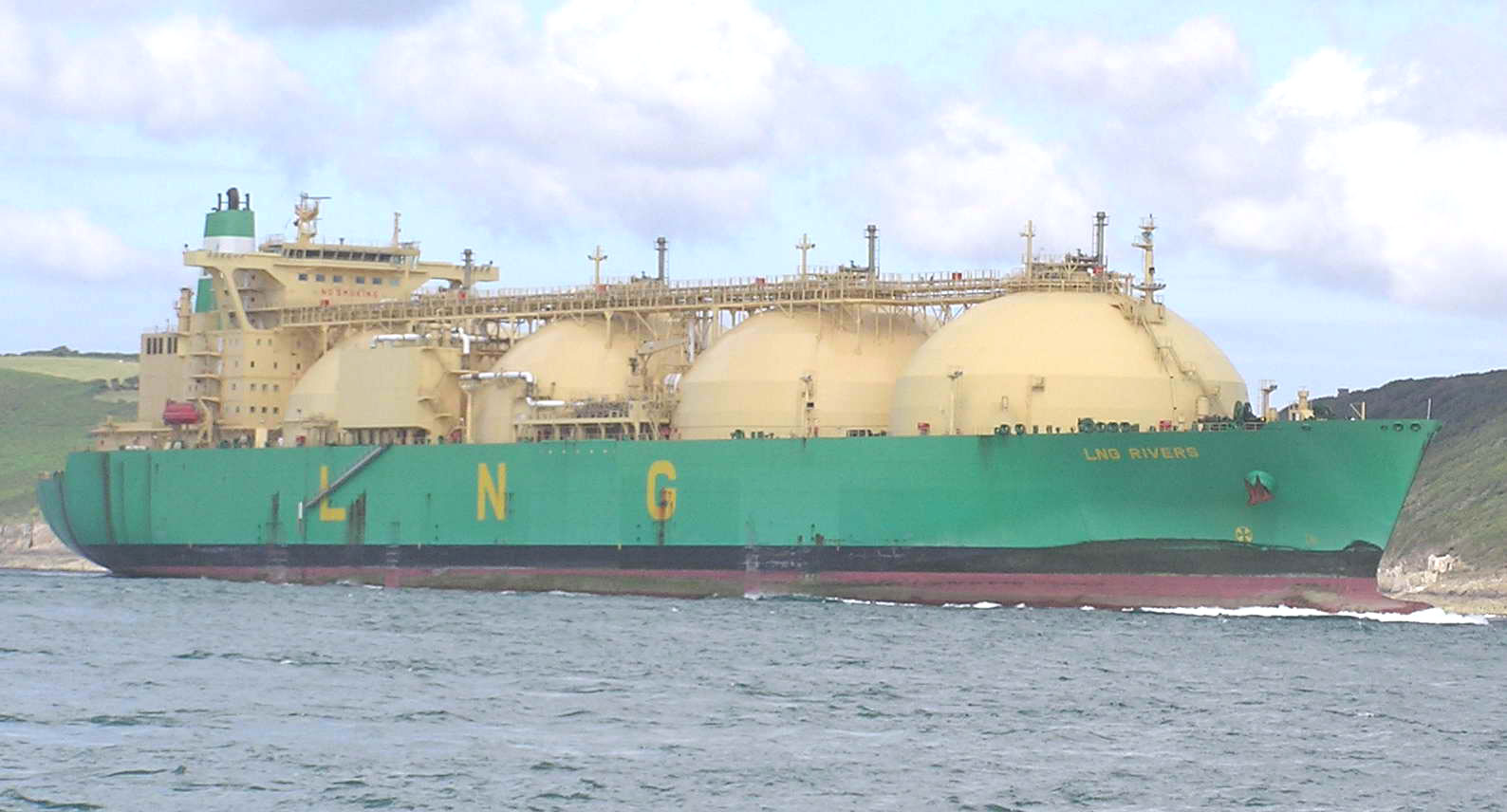
Loď na přepravu zkapalněného plynu (LNG tanker)

Zkapalněný zemní plyn (anglicky liquefied natural gas, odtud používaná zkratka LNG) je zemní plyn ve zkapalnělé formě, který má při atmosférickém tlaku (101 325 Pa) teplotu −162 °C (−260 °F). Plyn je zkapalňován po vytěžení, aby mohl být díky až 600× menšímu objemu snadněji dopravován na odbytiště pomocí tankerů nebo cisternových vozidel. Přeprava a skladování LNG je výhodnější, než u CNG (stlačený zemní plyn), ale je technologicky náročnější.

## Charakteristika
Zemní plyn váží za běžné teploty a tlaku 0,7 kg/m3 (je lehčí než vzduch) a má energetickou hustotu v rozmezí 33 až 38 MJ/m3 (9,15 až 10,5 kWh/m3). Před zkapalněním je nutné zemní plyn zbavit nežádoucích příměsí. Zkapalněním zemního plynu se zmenší objem až 600× a výsledný LNG má hustotu 400 kg/m3. LNG je namodralá, netoxická, nekorozivní, průzračná kapalina s minimální viskozitou, je tvořen z 90–100 % methanem a podle místa těžby obsahuje zbytky etanu, propanu, vyšších uhlovodíků, dusíku a dalších plynů. Výhřevnost LNG je 55 MJ/kg (tj. 22 MJ/litr), což odpovídá asi 6 MWh/m3, zápalná teplota je 540 °C.
Zemní plyn z různých nalezišť se kvalitativně liší zejména množstvím zbytků butanu. Výhřevnost norského plynu je vyšší než ruského. Břidlicový plyn z USA, dovážený do Evropy jako LNG, má ještě o něco horší výhřevnost, avšak na užitné hodnotě zemního plynu se tyto odchylky neprojevují.

### Zkapalnění
Přeprava zemního plynu je v plynném skupenství ekonomická pouze pomocí plynovodu. Pokud plynovod do místa spotřeby (či odbytu) nevede, je možné objem zemního plynu zmenšit až 600× převodem do kapalného stavu a to buď snížením teploty pod teplotu varu nebo zvýšením tlaku plynu (a současným ochlazením na teplotu nižší než −82,7 °C, což je kritická teplota methanu). Z hlediska nákladů i bezpečnosti je výhodnější snížení teploty na teplotu varu LNG za běžného atmosférického tlaku (101 325 Pa), která je −162 °C (−260 °F), protože tepelná izolace neváží tolik, kolik by vážila vysokotlaká nádoba. Zkapalňování LNG je energeticky velmi náročný proces – na zkapalnění 1 kg LNG  je potřeba cca 0,38 kWh elektrické energie (1 kg LNG odpovídá asi 13,6 kWh). Proto i když je možné zkapalnění a přeměnu na plyn opakovat, je výhodnější distribuovat a skladovat LNG ve zkapalněné podobě a změnit skupenství až před spotřebováním (nebo před přepravou plynovodem).
Například zemní plyn vytěžený v USA je přepravován plynovodem do přístavu, kde je ve zkapalňovacím provozu přeměněn na LNG, přepraven LNG tankery do Evropy a tam je v přístavu v LNG terminálu přeměněn na plyn a plynovodem distribuován na místo spotřeby (nebo je LNG převážen cisternami do čerpacích LNG stanic).

### Skladování
Zásobníky LNG jsou obvykle válcové nebo kulové velkoobjemové nádoby, které jsou kvalitně tepelně izolovány. LNG je v nich uchováván při atmosférickém tlaku nebo mírném přetlaku. Izolaci tvoří vnější plášť zásobníku a maximálně omezuje tepelný tok z okolního prostředí do zásobníku. Tepelný tok není možno zcela zastavit a jisté množství tepelné energie ustáleně vstupuje z okolí do zásobníku. Tento nežádoucí tepelný tok způsobuje var LNG a tím přeměnu jeho jisté části na plyn (vypařování), což určuje energetickou náročnost skladování (a transportu), která odpovídá běžně 0,17 % LNG za den (odpařené množství je přímo úměrně době uskladnění LNG).
Při varu LNG dochází k přeměně kapalného skupenství na plynné, přičemž je z okolí odebírána tepelná energie (skupenské teplo varu) a dochází tak zároveň k ochlazování zbylého LNG nádrži a tím udržování nízké teploty LNG zásobníku. Odpařený plyn je odváděn ze zásobníku, aby nedocházelo ke zvyšování tlaku uvnitř nádoby. Odpařený plyn je dále energeticky využíván (u lodních tankerů pro pohon lodního motoru, pomocí tepelného čerpadla ochlazování zásobníků nebo opětovnému zkapalňování části plynu). Pokud není využití odpařeného plynu možné nebo technicky proveditelné, lze jej vypouštět do ovzduší. Protože největší součástí LNG je metan, který je skleníkovým plynem, je často místo volného vypouštění do atmosféry bez dalšího využití spalován.

## Využití LNG

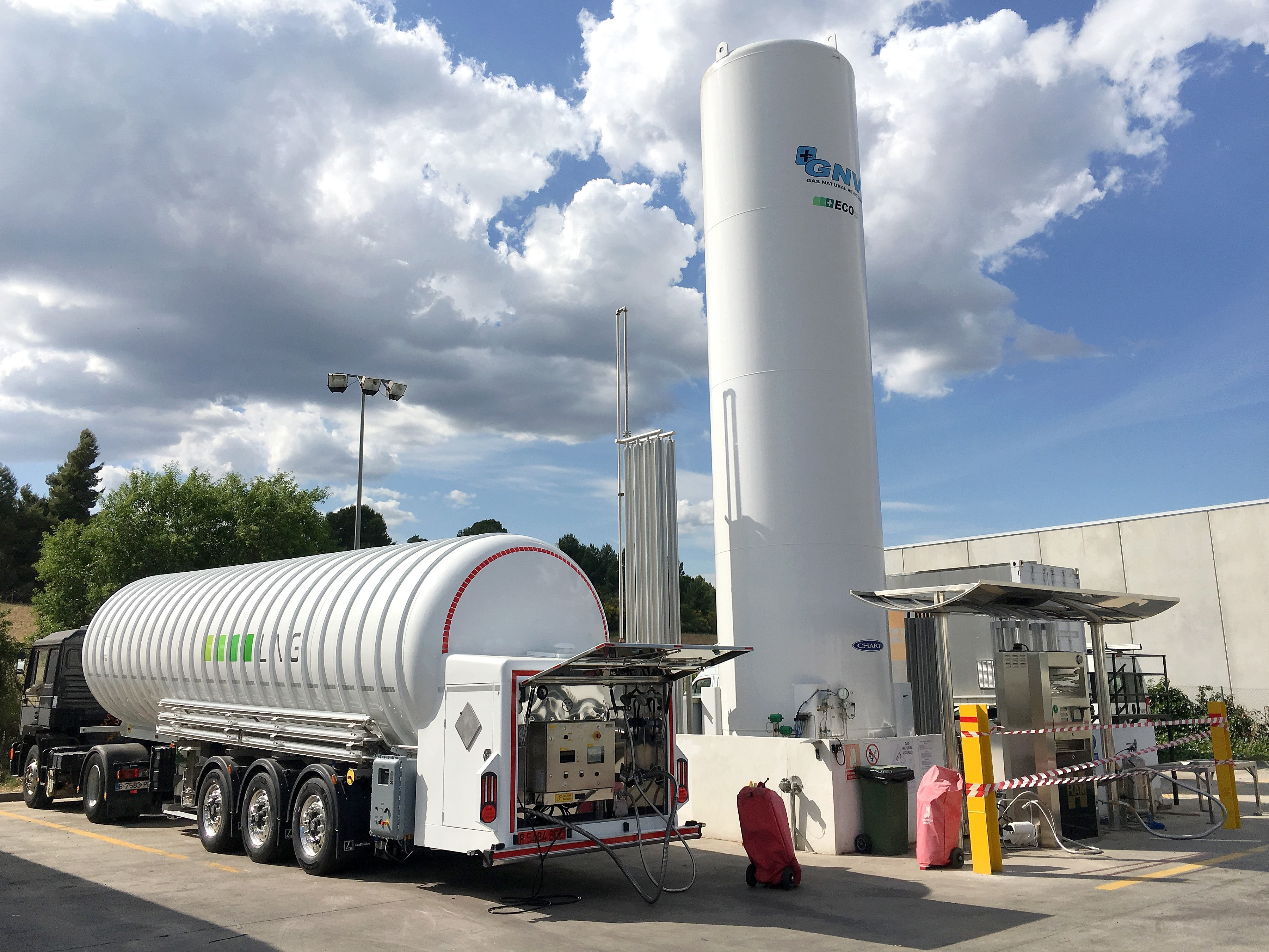
LNG mobilní tankovací stanice

Zemní plyn je používán jako alternativní palivo pro automobily, neboť výfukové plyny z jeho spalování jsou podstatně méně škodlivé zejména v porovnání s dieselovými motory.

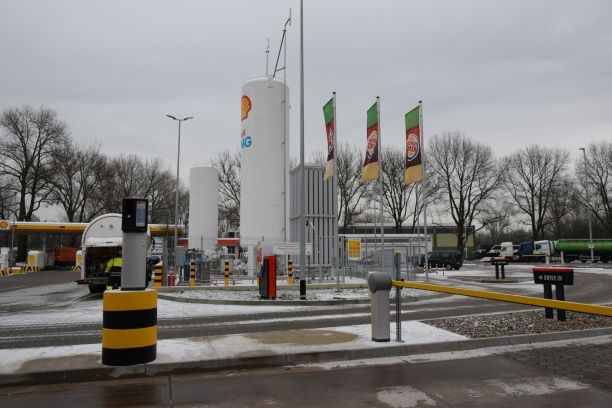
LNG tankovací stanice v Hamburku

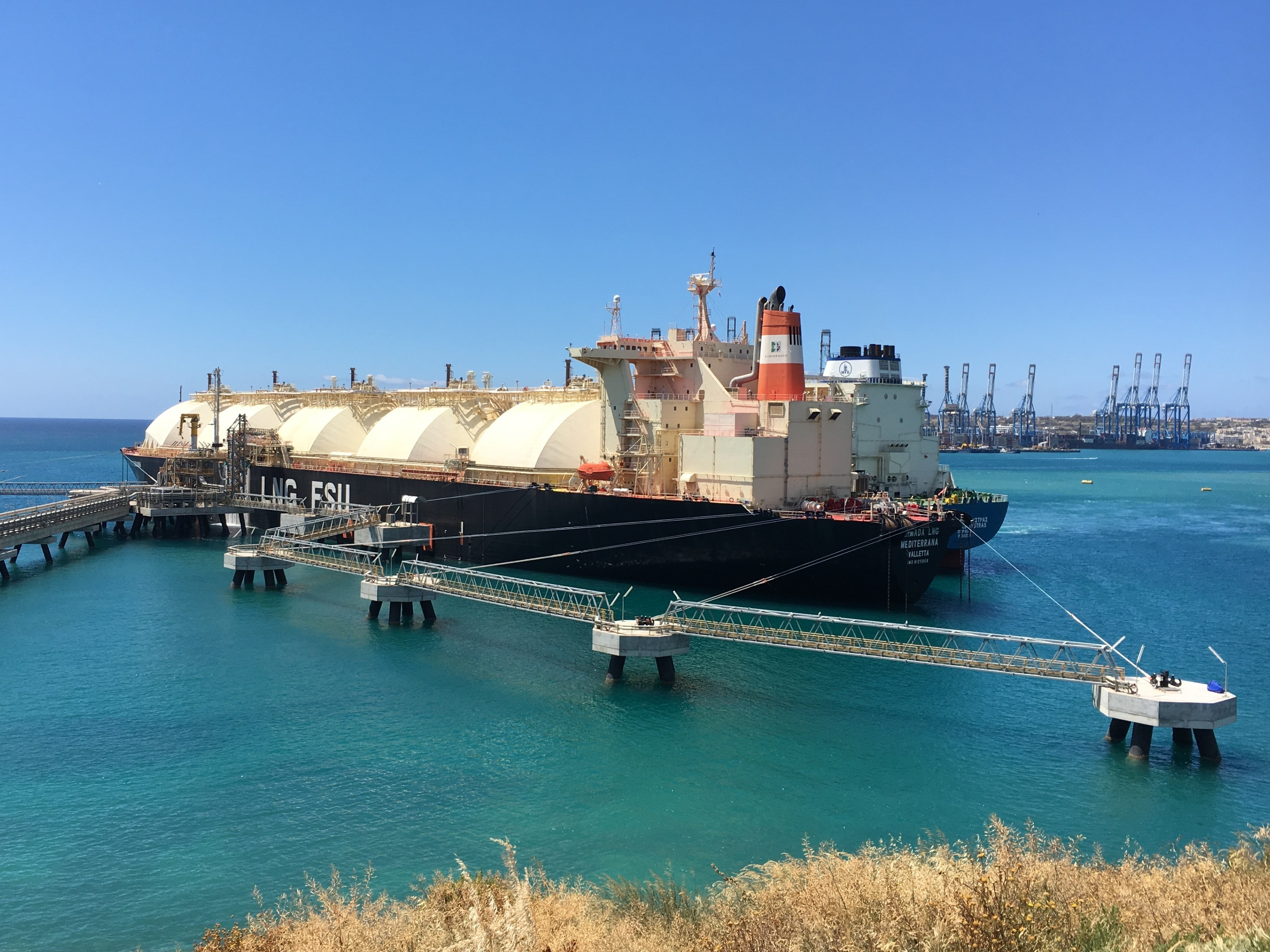
LNG terminál na Maltě

První využití LNG v dopravě je z 50. let 20. století, kdy byl použit v tehdejším SSSR k pohonu zemědělských traktorů. V současnosti je LNG používán v dopravě především v USA, Kanadě i Evropě pro dálkovou autobusovou a nákladní dopravu, kde se využívá mnohem menšího objemu LNG, než by měl plyn v podobě stlačeného CNG. Při použití LNG k pohonu chladírenských aut se využívá LNG jako pohonná látka a zároveň jako chladicí směs (při odpařování LNG). LNG je používán i u osobních aut nebo trajektů.

### Globální obchod
Globální obchod s LNG dosáhl v roce 2018 objemu 319 milionů tun. Lodní dopravou může být zemní plyn přepravován pouze ve formě LNG. Lodní flotila pro transport LNG, podle statistiky Vessels Value dle dat za rok 2017, čítala celkem 481 LNG tankerů. Podrobné informace o tankerech LNG, jejich vlajce, včetně momentální polohy a plánované destinace vykládky, je možno nalézt na specializovaném serveru www.vesseltracking.net.
Z USA do Evropy pluje tanker 25 až 35 dní. Transport z USA včetně zkapalnění stojí v normálních časech 6 až 7 € za MWh, regasifikace potom kolem 3 € za MWh.

### Producenti LNG
Největším světovým exportérem zkapalněného zemního plynu byla v roce 2021 Austrálie, která vyvezla 78 milionů tun LNG. Následovaly Katar (77 milionů tun), Spojené státy (45 milionů tun) a Rusko (30 milionů tun). V prvním pololetí 2022 zvýšily USA produkci o 12 % a do EU a Británie směřovalo přes 70 procent amerických dodávek.

### LNG v Evropě
Ke konci roku 2019 již bylo v EU k dispozici 168 čerpacích stanic na LNG. Udává se, že v roce 2018 bylo v EU v provozu 5,5 tis. nákladních vozidel využívajících LNG. Společnost Shell předpovídá, že v roce 2030 bude v EU využívat LNG 280 tisíc kamionů. Populární je toto palivo v nákladní dopravě především ve Francii, Španělsku, Itálii a Nizozemí. Dále se LNG používá jako palivo v lodní dopravě, kdy pohání například tankery, kterými je přepravován na dlouhé vzdálenosti LNG se dá také využívat k vytápění obcí, kde z důvodů odlehlosti není efektivní vést zemní plyn klasickým potrubím. Rovněž může být využíváno k zajištění energetických potřeb průmyslových podniků.

#### Krize dodávek plynu v Evropě
V roce 2021 přestalo na energetické burzy v Evropě Rusko dodávat nové kontrakty ve stejném objemu jako bylo ukončených kontraktů, čímž došlo ke zvýšení cen plynu a na podzim 2021 k pádu několika dodavatelů plynu v Česku. Jejich odběratelé neměli nasmlouvaný odběr plynu, nových kontraktů byl nedostatek a tím ceny plynu skokově dál rostly. Po překročení určité úrovně ceny zamířily do Evropy tankery s LNG z USA, protože dosažitelná cena prodeje v Evropě byla vyšší než v Asii, kam běžně dodávají většinu své produkce LNG. Dovoz LNG z USA snížil ceny plynu v Evropě a udržel je na zhruba stejné úrovni jako v Asii. Když 24. února 2022 napadlo Rusko Ukrajinu, cena plynu dále stoupala. Na konci března 2022 americký prezident Biden v Evropě přislíbil zvýšení dodávek LNG o dalších 15 miliard m3, když v roce 2021 dosáhl 22 miliard m3. Ani toto množství však nemůže v Evropě nahradit uvažované ukončení dodávek zemního plynu z Ruska pomocí plynovodů. Evropa uvažuje o rozšíření LNG terminálů, aby byla schopna přijímat vyšší zásilky LNG z USA a Kataru. EU předpokládá od roku 2022 do roku 2026 každý rok úspory ve výši 20 %, aby bylo možné zajistit dostatek plynu a zároveň vybudovat náhradní přepravní trasy a najít nové dodavatele. I přes takovou úsporu chybí na zimu 2022/2023 v EU 30 miliard kubíků zemního plynu. V říjnu 2022 nabídl Putin Evropě navýšení dodávek zemního plynu přes plynovod Nord Stream 2, což Německo odmítlo.
LNG měl ve 2. čtvrtletí 2022 podíl na dovozu plynu do EU 34 % (z toho 20 % z Ruska, dominantně do Finska, Švédska a Belgie), což znamená celkově meziroční růst o 49 %. Největším dodavatelem LNG do EU bylo USA s meziročním nárůstem o 117 % (16 mld m3), Rusko navýšilo dodávky LNG meziročně o 28 % (6,5 mld m3), Katar dovezl 4,6 mld m3. Potrubní dodávky plynu z Norska měly na celkovém dovozu plynu do EU podíl 23 %. Celkové platby za LNG i potrubní dodávky jsou z Ruska (23,3 mld €), Norska (21 mld €) a USA (12,4 mld €). Využití LNG terminálů se pohybuje na 80 %, na jaře ve Francii a Itálii až 100 %.
V roce 2023 dodal Gazprom do Evropy o 56 % méně plynu. Vývoz LNG z Ruska do Evropy se v roce 2023 snížil o 1,9 % na 15,8 milionu tun. Vývoz LNG z Ruska do Asie v roce 2023 klesl o 11 % na 14,9 milionu tun. Celkový vývoz LNG z Ruska se v roce 2023 snížil o 6 % na 31 milionů tun. Ruský LNG do Evropy přeprodává i Čína.

#### Manipulace s cenami na burze
Předsedkyně EK Ursula von der Leyenová na počátku září uvedla, že Rusko pravděpodobně manipuluje s burzovními cenami plynu. Český plynárenský expert Vratislav Ludvík na konferenci, kterou pořádalo Business Forum ve čtvrtek 13. října 2022 v Praze bez jmenování konkrétních firem uvedl, že dochází k dovozu ruského LNG do EU pod falešnou vlajkou, který se pak prodává na nizozemské burze TTF a německé PXE, kde si je mezi sebou přeprodávají firmy personálně napojené na Rusko a uměle tak zvyšují burzovní ceny. Na řešení tohoto problému se země EU zatím nedohodly.

#### LNG pro Českou republiku
Česko si pronajalo v roce 2022 po začátku Války na Ukrajině v nizozemském přístavu Eemshaven asi třetinu kapacity plovoucího LNG terminálu (3 miliardy m3 ročně) prostřednictvím společnosti ČEZ. Terminál byl zprovozněn v rekordním čase díky tomu, že nizozemská vláda zrušila požadavek na studii EIA a obešla platné stavební předpisy (v létě 2023 terminál stále nemá regulérní povolení k provozu) i tím, že z 26 zákonů udělala 3 a ze 70 připomínkových míst ponechala jedno. K terminálu dorazil 8. září 2022 první tanker s plynem a do konce roku 2022 přijelo k terminálu celkem 8 lodí, každá se 100 milióny m3 plynu. Během topné sezóny 2022/2023 bylo v plánu dodat z tohoto terminálu na český trh až 1,5 miliardy m3, pro přepravu plynu do ČR je však nutné využít německé plynovody. Relativně teplá zima a úspory kolem 15 % umožnily pro zimu 2022/2023 vyřešit přechodný nedostatek plynu na evropském trhu (přestože spotová cena dosahovala přechodně až 300 €/MWh).
ČEZ zvažoval pronájem dalšího terminálu v Polsku, avšak kvůli příliš tvrdým podmínkám (závazné využívání kapacity terminálu i plynovodů) byl 16. listopadu 2023 odmítnut. Poté 23. listopadu 2023 ČEZ uzavřel smlouvu na 15 let na pronájem LNG terminálu v Severním moři v německém terminálu Stade s opcí na 25 let (pokryje až čtvrtinu roční spotřeby ČR). Terminál Stade je teprve ve výstavbě a počítá se spuštěním v roce 2027, přičemž v témže roce Česku skončí pronájem kapacity v nizozemském terminálu v Eemshavenu (pokrývá až třetinu české spotřeby) a dojde tak k plynulé návaznosti.
Německo investovalo po začátku války na Ukrajině stovky miliard Eur do posílení LNG infrastruktury i za cenu nerespektování platných stavebních předpisů. Němečtí dodavatelé plynu pro ČR dodrželi nasmlouvané dlouhodobé kontrakty, přestože museli nakupovat náhrady za výpadek ruského plynu na volném trhu za vysoké spotové ceny. Proto Německo zavedlo v roce 2023 tranzitní poplatek asi 1,5 €/MWh. V létě 2023 byla pozastavena výstavba pevninských LNG terminálů, protože rychle vybudované plovoucí terminály jsou pro dodávky LNG dostatečné.
V březnu 2024 vyzvaly země V4 a Rakousko Evropskou komisi k podniknutí právních kroků proti Německu, které zvýšilo poplatek za tranzit plynu na 1,860 €/MWh. V květnu 2024 Německo oznámilo, že od července 2024 se poplatek za tranzit plynu zvýší z 1,860 €/MWh na 2,50 €/MWh.

#### LNG terminály v Evropě
Od roku 2013 dochází v EU k postupnému budování námořních terminálů pro LNG. Podle organizace Gas Infrastructure Europe (GIE) je v roce 2022 v Evropě 30 fungujících terminálů na LNG.

#### Terminály LNG vystavěné v letech 2013–2018:
| Členský stát | Terminál                    | Rok zahájení | Kapacita [mld. m³ ročně] | Spolufinancování z rozpočtu EU                              |
| ------------ | --------------------------- | ------------ | ------------------------ | ----------------------------------------------------------- |
| Itálie       | FSRU OLT Oshore LNG Toscana | 2013         | 3,8                      |                                                             |
| Litva        | FSRU Independence           | 2014         | 4                        | 27,4 mil. eur z CEF na propojovací plynovody                |
| Francie      | Terminál LNG Dunkerque      | 2016         | 13                       |                                                             |
| Polsko       | Terminál LNG Świnoujście    | 2016         | 5                        | 130 mil. eur z EEPR 202 mil. eur z EFRR Celkem 332 mil. eur |
| Malta        | Terminál LNG Malta Delimara | 2017         | 0,7                      | 0,7 mil. eur z CEF na studie                                |

#### Terminály LNG v seznamu projektů společného zájmu (PSZ):
| Členský stát | Terminál                         | Rok zahájení | Kapacita [mld. m³ ročně] | Spolufinancování z rozpočtu EU                              |
| ------------ | -------------------------------- | ------------ | ------------------------ | ----------------------------------------------------------- |
| Řecko        | Revithoussa (rozšíření kapacity) | 2018         | 2,0 (z 5,0 na 7,0)       | 50,8 mil. eur z EFRR                                        |
| Španělsko    | Tenerife (Arico-Granadilla)      | 2021         | 1,3                      |                                                             |
| Španělsko    | Gran Canaria (Arinaga)           | 2022         | 1,3                      |                                                             |
| Polsko       | Terminál LNG Świnoujście         | 2016         | 5                        | 130 mil. eur z EEPR 202 mil. eur z EFRR Celkem 332 mil. eur |
| Malta        | Terminál LNG Malta Delimara      | 2017         | 0,7                      | 0,7 mil. eur z CEF na studie                                |